# Tomorrow's (Just Another Day)
"Tomorrow's (Just Another Day)" / "Madness (Is All in the Mind)" är den femtonde singeln av den brittiska ska/popgruppen Madness. Texten till "Tomorrw's (Just Another Day)" skrevs av trumpetaren och andresångaren Chas Smash, musiken skrevs av pianisten Michael Barson. Till "Madness (Is All in the Mind)" stod Christopher Foreman för både text och musik.
"Tomorrw's (Just Another Day)" / "Madness (Is All in the Mind)" var Madness första dubbel-A-sida, men "Tomorrw's (Just Another Day)" är dock mest känd. Den spelades mest på radion och det var bara den som det gjordes en musikvideo till. På "Madness (Is All in the Mind)" var det första gången som Chas Smash var den ende sångaren till en Madness-låt, tidigare hade han bara körat till Graham McPherson.
"Tomorrw's (Just Another Day)" / "Madness (Is All in the Mind)" låg nio veckor på englandslistan och nådde som bäst en åttonde placering.
På 7" vinylen är det Graham McPherson som sjunger "Tomorrw's (Just Another Day)", på 12" vinylen är det Elvis Costello.
Både "Tomorrw's (Just Another Day)" och "Madness (Is All in the Mind)" finns med på albumet "The Rise & Fall", "Tomorrw's (Just Another Day)" finns även med på de flesta av Madness samlingsskivor och "Madness (Is All in the Mind)" finns med på samlingsboxen "The Business".

## Låtlista
7" och 12" vinyl
Sida A
1. "Tomorrow's (Just Another Day)" – 3:10

Sida A
1. "Madness (Is All in the Mind)" – 2:53